# 脱脂粉乳
脱脂粉乳（だっしふんにゅう）は粉乳の一種で、牛乳からすべての脂肪分を取り除き、ほぼ全ての水分を除去し粉末状にしたものである。英語由来でスキムミルクとも呼ぶが、英語でskim milkといった場合には粉末化する前の無脂肪乳のことを指す。

## 用途
調整牛乳の成分調整用、食品原料、製菓・ホームベーカリー原料、一般家庭の調理用に用いられている。ごく一般的な食材として食料品取扱店で流通しており、メロンパン、マフィンなどの菓子作りにも使われている。
また、ELISAやウェスタンブロッティングなどのタンパク質を扱う分子生物学実験では、ブロッキングに用いる安価なタンパク質として頻用されている。

## 製造
2015年（平成27年）、日本では年間約13万トンが製造されており。内、北海道産が約9割を占める。

## 学校給食での利用
保存性がよく、蛋白質、カルシウム、乳糖などを多く含んでおり、栄養価が高いことから、戦後しばらく飲用牛乳の代替として学校給食に飲用として供された。学校給食に用いられたのは主にユニセフからの援助品である。戦後間もないころの日本の食糧事情を知ったアメリカ合衆国在住の浅野七之助らが日本の子供たちのために実行したララ物資が学校給食の開始に寄与し、ララの援助は1946年11月から1952年6月まで行われた。ユニセフからは1949年から1964年にかけて、脱脂粉乳などの食糧援助を受けた。
- 保存性や栄養価などを評価されることは多いが、当時の学校給食で用いられた脱脂粉乳の味を知っている者（団塊の世代など）には、これが美味しかったという評は皆無に近く[注釈 2]、これが原因で牛乳に苦手意識を持つようになった人も多い。特に臭いが酷かったといわれるが、これは当時学校給食に供されたものは、バターを作った残りの廃棄物で家畜の飼料用として粗雑に扱われたものだからである[4][5]。

- 多くの児童の口には合わず下痢する子もおり各地で不満が噴出したことから、ラジオで健康相談をしていた医事評論家の石垣純二の呼びかけによりテレビ討論が実現した。しかし、「脱脂粉乳の嫌いな人」の質問に三分の二が手を挙げたにもかかわらず、実際にはこのシーンをカットして放送された。石垣と公開討論した文部省給食課の茂木専枝は、のちに「児童の残した脱脂粉乳で学校の裏の川が真っ白に染まったという話もあるほどだったが、当時の日本では給食用に牛乳を安定して供給できる状態ではなく、輸入の脱脂粉乳に頼るほかなかった」と述懐している[3]。

- GHQ公衆衛生福祉局長サムスの、「子どものうちから味を覚えさせ、日本人の食習慣を変えさせる」という主張に対し、農林省は難色を示したものの、脱亜入欧にみられる欧米崇拝思想もあって厚生省と文部省はこれに同調、推進にあたって、脱脂ミルク給食に反対する教師がクラス担任をおろされたり、栄養士が仕事からはずされたり、ビラまきをした人が警察に検挙されるなど権力的性格もみられ、また教師を使って学童にミルクを飲むよう強力に指導した例もあり、その際勤務評定体制がものをいった、との証言もある[注釈 3][6]。

日本の学校給食では、1950年代半ばから通常の牛乳に切り替わり始め、早いところでは1966年（石崎岳によると1963年）に札幌市では姿を消した。地域にもよるが、遅いところ（沖縄県、鹿児島県奄美群島など）では1970年代前半まで飲用で供されていたと推定される。
ただし飲用牛乳の代替として脱脂粉乳が用いられることはまれになったとはいえ、学校等給食用脱脂粉乳自体の消費は現在でもある。関税暫定措置法に基づく関税割当のなかに学校等給食用脱脂粉乳があり、2020（令和2）年度において7,264トン が対象となっている。学校給食のみならず保育所などの給食事業においても一般的に用いられていて、用途はパンの原料の一部やシチューなどの調理用である。